# تور دو بوزین
تور دو بوزین (به لاتین: Tour de Boussine) یک کوه در سوئیس است که در کانتون وله واقع شده‌است. تور دو بوزین ۳٬۸۳۳ متر بالاتر از سطح دریا واقع شده‌است.